# Pokémon Ranger: Ombre su Almia
Pokémon Ranger: Ombre su Almia (ポケモンレンジャー バトナージ?, Pokemon Renjā: Batonāji) è un videogioco del genere action RPG sviluppato da HAL Laboratory e pubblicato da Nintendo per Nintendo DS. Il gioco è il seguito di Pokémon Ranger e si svolge nella regione di Almia.
Come il suo predecessore, il gioco è compatibile con i videogiochi della quarta generazione Pokémon Diamante e Perla e Pokémon Platino. Alcuni dei Pokémon che possono essere trasferiti sono Riolu, Manaphy (sotto forma di uovo) e Darkrai, ottenibili tramite missioni speciali.
In questo titolo appaiono 267 Pokémon. Sono presenti i Pokémon leggendari della quarta generazione Cresselia, Darkrai, Heatran e Regigigas. A questi si aggiungono Dialga, Palkia e Shaymin, presenti nelle missioni ottenibili tramite Ranger Net.

## Trama
Nei panni di Primo (ハジメ?, Hajime, Kellyn) o Laura (ヒトミ?, Hitomi, Kate) il giocatore aspira a diventare un Pokémon Ranger. Dovrà tuttavia scontrarsi con il Team Pesto Buio (ヤミヤミ団?, Team Yamiyami, Team Dim Sun), un'organizzazione criminale che vuole controllare tutti i Pokémon della regione mediante le Miniremo e le Gigaremo, congegni che ipnotizzano i Pokémon e li costringono ad ubbidire ai comandi dei membri del Team.
L'avventura inizia quando il protagonista viene ammesso all'Accademia dei Ranger, in cui riceverà informazioni fondamentali sullo Styler ed incontrerà alcuni personaggi: l'amico e rivale Alex (ダズル?, Dazzle, Keith), la futura assistente Glenda (リズミ?, Rhythmi, Rhythmi), Leo (イオリ?, Iori, Isaac), Amleto, il preside Vercingetorige Delmonte (ラモ?, Ramo, Lamont Splendidocious), ed i professori Anna e Vanesio (ミラカド?, Mirakado, Kincaid). Nel corso delle attività dell'Accademia, incontrerà, presso la Spiaggia Zefira (Nabiki Beach), il suo Pokémon iniziale, che può essere Starly, Pachirisu o Munchlax.
Una volta terminati gli studi e conseguito il diploma, il protagonista entrerà in servizio presso la Città di Vien, insieme ai Ranger Luana (ラクア?, Rakua, Luana), Ilario (クラム?, Cram, Crawford) e Brando (バロウ?, Barrow, Barlow). Grazie alla nomina di Ranger è possibile utilizzare altre funzionalità dello Styler, tra cui le PokéTattiche, che permettono di intrappolare più agevolmente i Pokémon.
Proseguendo nel gioco, tra varie missioni ed incarichi, il protagonista verrà a conoscenza delle Gigaremo (di cui ne esistono 5 tipologie differenti) ed incontrerà Edvige (ササコ?, Sasako, Erma), Presidentessa della Federazione Ranger, ed il Professor Frenesio (シンバラ教授?, Professor Shinbara, Professor Hastings). Proseguendo nella carriera il protagonista verrà nominato undicesimo tra i Top Ranger mondiali, il cui elenco comprende Settimo (セブン?, Seven, Sven) e Viola (ハーブ?, Herb, Wendy), Ranger di Almia.
Per sconfiggere il Team Pesto Buio sarà necessario recuperare tre Gemme: quella di colore blu è custodita da Lucario all'interno del Castello di Almia, quella rossa si trova nel Vulcano Caldonio sotto il controllo di Heatran mentre la gialla è nelle mani di Cresselia dentro il Tempio Hippowdon. Bisogna inoltre battere i tre membri del Sinis Trio (ヘルトリオ?, Hell Trio): Frido (アイス?, Ice, Ice), Lavinia (ケイノ?, Cano, Lavana) e Aride (デゼル?, Deser, Heath).
Nel frattempo i piani dell'organizzazione criminale vengono a galla: comandata da Nereo Raggiani (ブラック・ホール?, Black Hole, Blake Hall), presidente dell'Altru Spa, tra i suoi membri ha anche Vanesio, il cui obiettivo era reclutare "uno di quei geni che nascono una volta ogni cent'anni", ovvero Leo, al fine di costruire strumenti adatti all'ipnosi dei Pokémon, compresa la Macchina Incredibile (Incredible Machine), alimentata dal Cristallo dell'Ombra (Shadow Crystal) e situata nella Torre Altru (アンヘルタワー?, Angel Tower).
I Ranger Alex, Settimo e Viola aiuteranno il protagonista, nel corso dell'Operazione Luciano, a introdursi nella Torre Altru per neutralizzare la macchina, lottando prima con il Sinis Trio e poi contro il Pokémon leggendario Darkrai evocato da Nereo.

## Caratteristiche di gioco

### PokéTattiche
Le PokéTattiche (Poké Assist) sono particolari abilità innate nei Pokémon della regione di Almia che possono confluire nello Styler e favorire la cattura di un Pokémon. Alcune PokéTattiche permettono di paralizzare il nemico, rallentarlo o aumentare la potenza dello Styler stesso, veicolando una quantità maggiore di sentimenti di amicizia nei confronti del Pokémon da catturare.
Esistono 17 differenti PokéTattiche abbinate ad altrettanti tipi di Pokémon, a cui si aggiunge Ricarica, utilizzata da alcuni Pokémon di tipo Elettro (Pichu, Pikachu, Raichu, Magnemite, Magneton, Chinchou e Lanturn). Alcune PokéTattiche già presenti in Pokémon Ranger sono state modificate.

### Pokémon compagni
Rispetto al predecessore dove si aveva un solo Pokémon compagno (Minun o Plusle), in Pokémon Ranger: Ombre su Almia sono presenti 17 Pokémon compagni che si uniranno al protagonista durante il corso della storia. Se ne può portare solo uno con sé, mentre gli altri rimarranno nel Ranch dei Compagni, vicino alla propria casa, a sud della Città di Vien. Se si vuole cambiare il proprio compagno basta recarsi al Ranch e scegliere quello desiderato. Il primo Pokémon compagno lo si sceglie mentre si è all'Accademia durante la giornata con un Ranger fra tre Pokémon: Munchlax, Pachirisu e Starly. Dopo averne scelto uno, gli altri due saranno ottenibili tramite degli incarichi nel corso del gioco come gli altri Pokémon compagno.

## Accoglienza
| Testata                          | Giudizio |
| -------------------------------- | -------- |
| GameRankings (media al 3-5-2019) | 71,00%   |
| Metacritic (media al 17-3-2021)  | 68/100   |
| 1UP.com                          | C+       |
| Eurogamer                        | 6/10     |
| GameSpot                         | 7,5/10   |
| IGN                              | 6,7/10   |

Ombre su Almia ha ricevuto recensioni per lo più contrastanti, con un punteggio di 68 su Metacritic. GameSpot ha affermato che "Pokémon Ranger: Ombre su Almia migliora il suo predecessore quel tanto che basta per renderlo un'aggiunta divertente e solida alla serie spin-off". Eurogamer ha dichiarato che "Con una lunga attesa fino al prossimo gioco Pokémon vero e proprio, molti fan potrebbero pensare che sia sufficiente, ma non dovrebbero aspettarsi altro che una leggera distrazione". 1UP ha sentenziato che, pur non essendo avvincente come i normali giochi Pokémon, si trattava comunque di un discreto diversivo. IGN ha dichiarato che "A meno che tu non sia dipendente da cerchi di scarabocchi come quel ragazzo raccapricciante di The Ring, o sei una sorta di hippie a cui piace solo giocare a giochi Pokémon non combattivi, potresti probabilmente tralasciarlo e stare bene." 
A partire dal 9 luglio 2008, il gioco ha venduto 576 467 copie in Giappone, secondo Famitsu.. È stato anche il tredicesimo gioco più venduto del Giappone nel 2008 e il sesto gioco più venduto del dicembre 2008 negli Stati Uniti.